# Louis Édouard Fournier
Louis Édouard Fournier (* 12. Dezember 1857 in Paris; † 10. April 1917 ebenda) war ein französischer Maler und Illustrator.

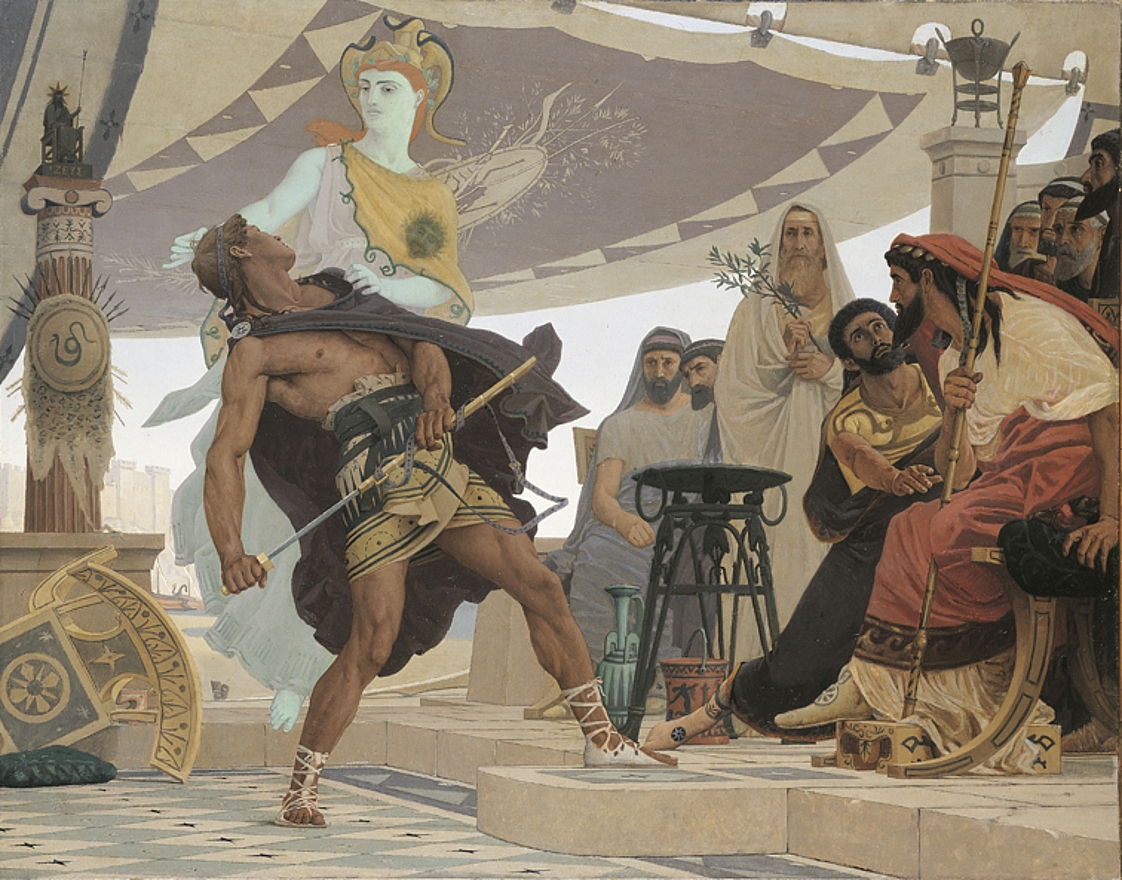
La Colère d’Achille (1881)

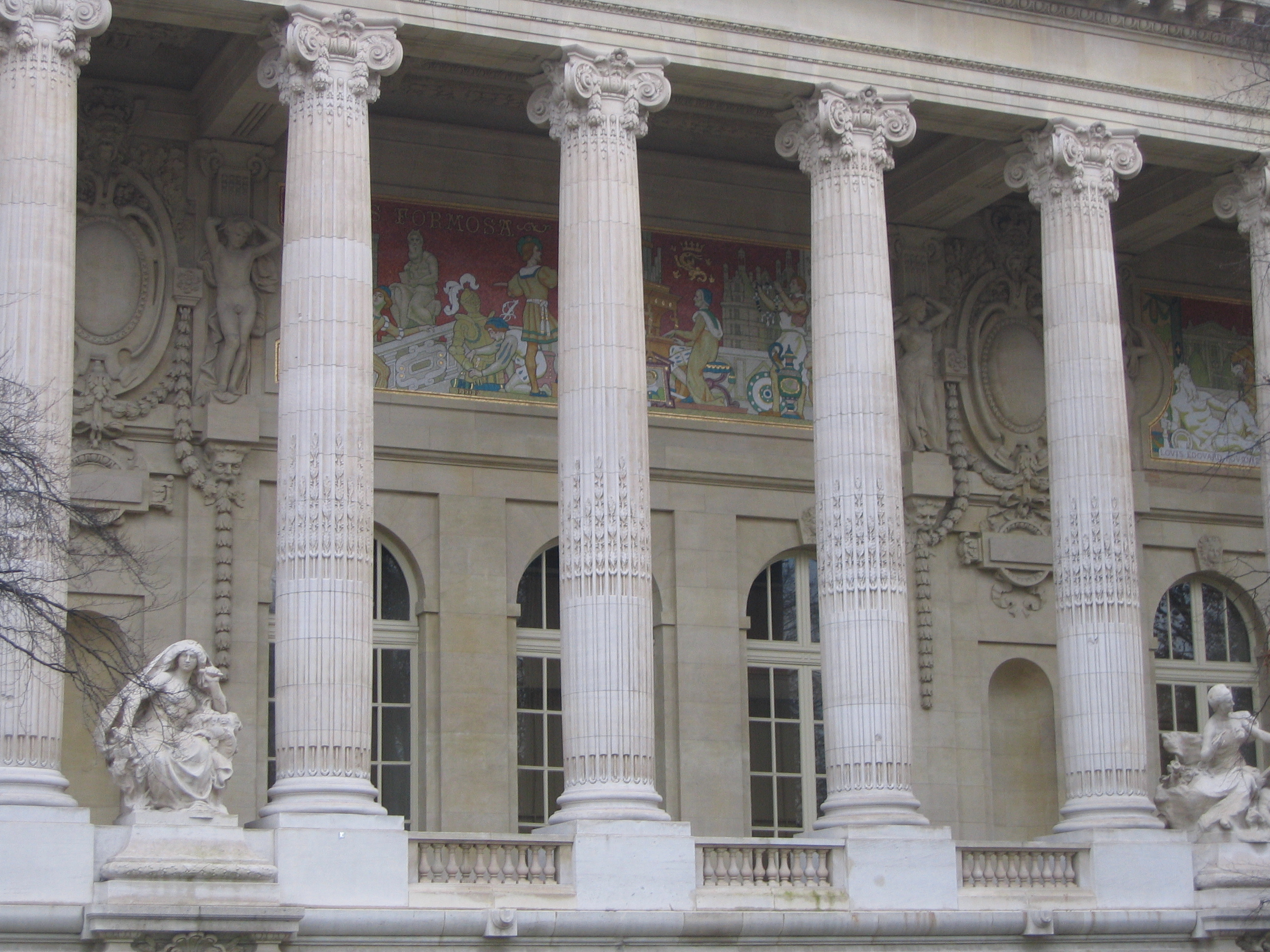
Ostfassade des Grand Palais in Paris

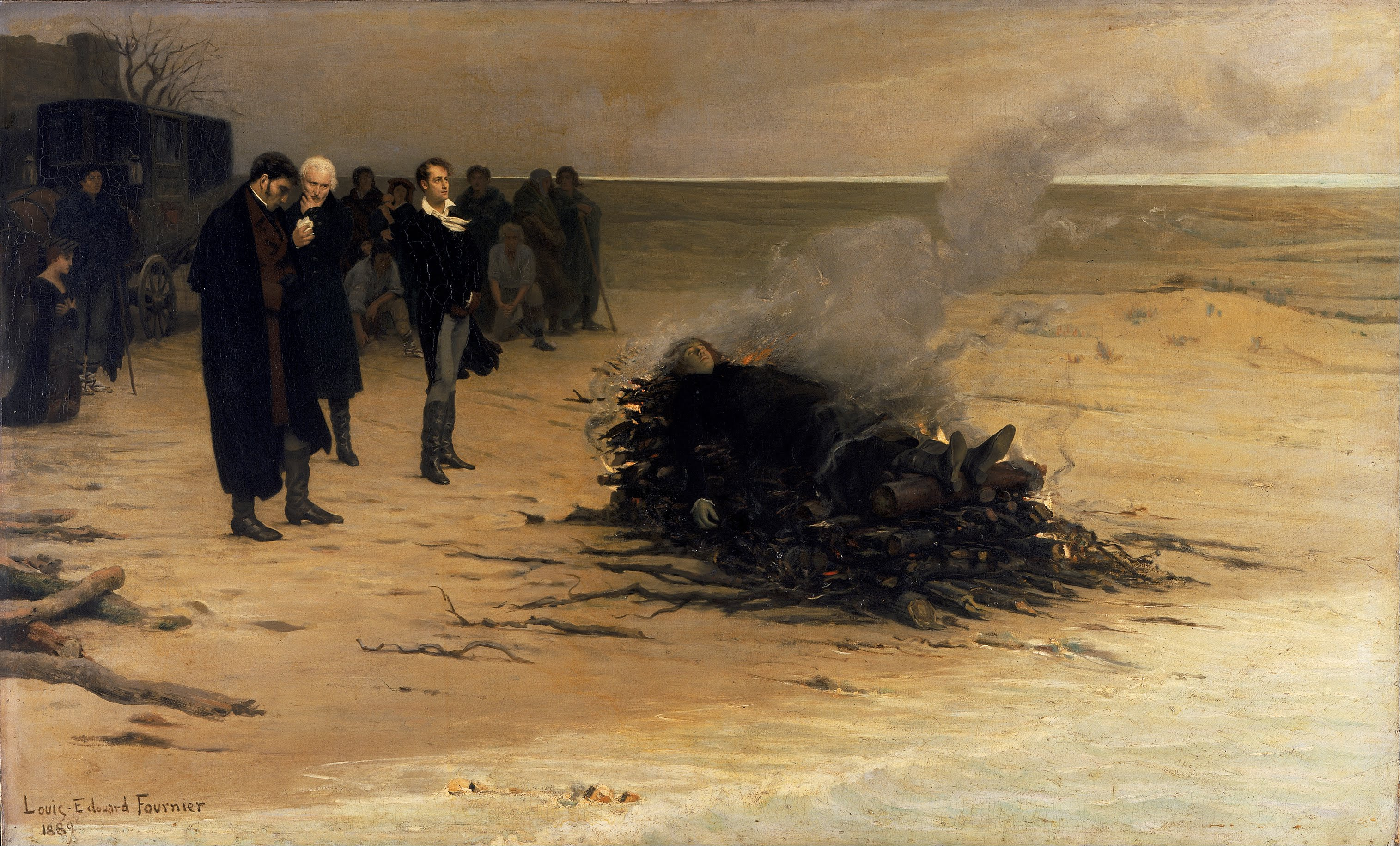
L’Enterrement de Shelley (1889)

Fournier studierte an der École des Beaux-Arts in Paris bei Alexandre Cabanel. Für sein Gemälde La Colère d’Achille, das den in Homers Ilias beschriebenen Zorn des Achilleus darstellt, gewann er 1881 den Prix de Rome in der Kategorie „Malerei“.
Zusammen mit anderen Künstlern wie Alexandre Falguière beteiligte er sich an zahlreichen größeren künstlerischen Projekten. Darunter die Mosaiken am Grand Palais in Paris, wo er 1900 in den Kolonnaden der Hauptfassade an der Avenue Winston Churchill ein 80 Meter langes Mosaikfries zu wichtigen Stationen der antiken und französischen Kunstgeschichte schuf.
Auch fertigte er eine Reihe von Gemälden von den Sehenswürdigkeiten Lyons und zahlreiche Holzskulpturen. In Lyon befindet sich sein bekanntes Fresko Ruhm von Lyon und Beaujolais im Beratungsraum des Departementsrates von Rhône. Eines seiner bekanntesten Gemälde L’Enterrement de Shelley befindet sich in der Walker Art Gallery in Liverpool, es zeigt die Verbrennung der Leiche des Schriftstellers Percy Bysshe Shelley durch seine Freunde Lord Byron, Edward John Trelawny und Leigh Hunt am 12. Juli 1822 bei La Spezia. Von 1902 bis 1904 schuf er die Mosaikplatten Jesu im Tempel, Geißelung und Dornenkrönung in drei Kapellen der Rosenkranz-Basilika von Lourdes. Fournier machte sich auch als Buchillustrator einen Namen.